# تفجير مأرب (2015)
تفجير مأرب أو تفجير معسكر صافر هو انفجار وقع في صباح يوم الجمعة 4 سبتمبر 2015، في معسكر اللواء 107 مشاة بمنطقة صافر في محافظة مأرب شمال اليمن، وذلك عند قصف مخزن الأسلحة من قبل قوات موالية لعلي عبد الله صالح والحوثيين بصاروخ أرض-أرض من نوع توشكا أطلق من صحراء محافظة شبوة، أسفر القصف عن مقتل 99 جنديًا من قوة التحالف في مأرب، بينهم 52 عسكريًا إماراتيًا،
و32 يمنيين و10 سعوديين،  و5 بحرينيين.
وقالت وزارة الدفاع اليمنية أن خيانة عسكرية من قبل أفراد وضباط أعلنوا ولاءهم للشرعية ولكنهم لا زالوا يدينون بالولاء للحوثيين وصالح في محافظة شبوة، كانت السبب وراء الحادثة.

## الخسائر
أعلنت الإمارات أن 22 جنديًّا قتل في التفجير، ولكنها بعد ذلك قالت أن العدد ارتفع إلى 45 بعد وفاة 23 مصابًا متأثرين بجراحهم، وتلى ذلك إعلان البحرين عن مقتل 5 من جنودها، وأعلنت السعودية تباعاً أن 10 من جنودها قتلوا في الحادثة.
وأعلنت وزارة الدفاع اليمنية مقتل 32 جنديًّا يمني في الحادث.

## ردود الفعل

### عربية
- اليمن: وصل الرئيس اليمني عبد ربه منصور هادي إلى الإمارات لتقديم التعازي في استشهاد عدد من أفراد القوات المسلحة الإماراتية المشاركين ضمن قوات التحالف العربي في اليمن.[5]
  - أجرى هادي اتصالا هاتفيا بملك البحرين حمد بن عيسى آل خليفة أعرب فيها عن تعازيه ومواساته في مقتل خمسة جنود بحرينيين في اليمن.[6]

- الجامعة العربية: أدان الأمين العام لجامعة الدول العربية، نبيل العربي، التفجير الذي استهدف مخزن للأسلحة في محافظة مأرب وأعرب عن «خالص العزاء والمواساة لخادم الحرمين الشريفين، الملك سلمان بن عبد العزيز، ولحكومة السعودية وشعبها». وكرر العربي دعم الجامعة العربية «لقوات التحالف العربي بقيادة السعودية، وللشرعية اليمنية ممثلة في الرئيس عبد ربه منصور هادي». ودعا الحوثيين لتطبيق قرار مجلس الأمن رقم 2216.[7]

- الكويت: بعث أمير الكويت برقية عزاء ومواساه إلى خادم الحرمين الشريفين الملك سلمان بن عبدالعزيز، في استشهاد عشرة جنود سعوديين ضمن قوات التحالف العربي في اليمن. وأجرى اتصالات هاتفيه لكل من ملك البحرين حمد بن عيسى آل خليفة، وولي عهد أبوظبي محمد بن زايد آل نهيان.[8]

- فلسطين: عزى رئيس دولة فلسطين محمود عباس الشيخ خليفة بن زايد آل نهيان باستشهاد عدد من أفراد جيش دولة الإمارات العربية المتحدة الشقيقة في اليمن. وعبر عن تقديره الكبير لتضحيات الشهداء دفاعا عن قضايا أمتهم العادلة.[9]
- مصر: أجرى الرئيس المصري عبد الفتاح السيسي اتصالا هاتفيا بالشيخ محمد بن زايد آل نهيان، ولي عهد أبو ظبي ونائب القائد الأعلى للقوات المسلحة، أعرب خلاله عن خالص تعازيه في الجنود الإماراتيين الذين قتلوا في اليمن.[10]

### دولية
- الولايات المتحدة: تلقى وزير الخارجية الإماراتي الشيخ عبدالله بن زايد آل نهيان اتصالا هاتفيا من نظيره الأمريكي جون كيري قدم خلاله التعازي لمقتل 22 من جنود الإمارات المشاركين ضمن قوات التحالف العربي في اليمن.[11]